# Lo stile del dragone
Lo stile del dragone (3 Ninjas: High Noon at Mega Mountain), talvolta noto in Italia come Lo stile del dragone - Attenti a quei tre, è un film del 1998 diretto da Sean McNamara. È il quarto e ultimo film della serie dei 3 Ninjas, avente come protagonista tre giovani fratelli dediti allo studio delle arti marziali. Particolarità della pellicola è che nessuno degli attori che hanno interpretato i fratelli ninja nei precedenti capitoli è presente in questo, inoltre rappresenta l'ultimo film in cui ha recitato Victor Wong.

## Trama
Tre giovani fratelli, Rocky, Colt e Tum Tum insieme ad Amanda, loro vicina di casa esperta di computer, stanno visitando il parco divertimenti Mega Mountain quando esso viene invaso da un esercito di ninja guidati dalla diabolica Medusa, che vuole impadronirsi del parco e tenere tutti in ostaggio per poi chiedere un riscatto. I giovani eroi insieme al loro imponente idolo televisivo Dave Dragon, dovranno riuscire a fermare i malefici piani di Medusa.

## Pubblicazioni
In Italia il film è stato raccolto assieme al secondo e al terzo film in un cofanetto DVD pubblicato nel 2003.

## Produzione
Il film è stato girato nel parco divertimenti Elitch Gardens, a Denver, nel Colorado, completamente ristrutturato per le riprese.

## Distribuzione
Negli Stati Uniti il film è uscito il 10 aprile 1998, mentre in Italia il 30 luglio 1999. La Sony Pictures Home Entertainment ha pubblicato il DVD negli Stati Uniti il 2 ottobre 2001.

## Accoglienza
Nel weekend di apertura, proiettato in 120 sale, il film ha incassato 150127 $. Successivamente in totale ha guadagnato 375805 $.
La critica è abbastanza negativa: sull'Internet Movie Database il film ha una valutazione di 2,5/10, mentre Rotten Tomatoes riporta che solo il 29% del pubblico ha dato al film un giudizio positivo.

## Altri film della serie
Il film è l'ultimo dei quattro capitoli:
- 1992 - 3 ragazzi ninja
- 1994 - I nuovi mini ninja
- 1995 - Tre piccole pesti
- 1998 - Lo stile del dragone